# SS America
SS America var en oceanliner, som blev bygget i 1940 og som strandede ved Fuerteventura på de Kanariske Øer i 1994. I sine 54 år bar skibet en lang række navne: SS America (i 3 perioder), USS West Point, SS Australis, SS Italis, SS Noga, SS Alferdoss og SS American Star.